# Bosnian-Herzegovinian Football League 2019
Il campionato bosniaco di football americano 2019 è la 1ª edizione del campionato di football americano di primo livello, organizzato dalla BHFL.

## Squadre partecipanti
| Club              | Città      | Stadio | Sponsor ufficiale | Risultato nella stagione 2018 |
| ----------------- | ---------- | ------ | ----------------- | ----------------------------- |
| Banja Luka Rebels | Banja Luka |        |                   |                               |
| Sarajevo Spartans | Sarajevo   |        |                   |                               |
| Tuzla Saltminers  | Tuzla      |        |                   |                               |

## Stagione regolare

### Calendario

#### 1ª giornata
| Banja Luka 6 aprile 2019, ore 14:00 | Banja Luka Rebels | 0 – 72 | Sarajevo Spartans | Stadion FK Krajina |

#### 2ª giornata
| 21 aprile 2019 | Sarajevo Spartans | 40 – 18 | Tuzla Saltminers |  |

#### 3ª giornata
Giornata rinviata.

#### 4ª giornata
| Sarajevo 12 maggio 2019, ore 13:30 | Sarajevo Spartans | 88 – 28 | Banja Luka Rebels | Pomočni Teren Stadiona Koševo |

#### 5ª giornata
| 26 maggio 2019 | Tuzla Saltminers | 8 – 58 | Sarajevo Spartans |  |

#### Recuperi 1
| 2 giugno 2019 | Tuzla Saltminers | 50 – 20 | Banja Luka Rebels |  |

#### 6ª giornata
| Banja Luka 9 giugno 2019, ore 14:00 | Banja Luka Rebels | 22 – 14 | Tuzla Saltminers | Stadion FK Krajina |

### Classifica
La classifica della regular season è la seguente.
- PCT = percentuale di vittorie, G = partite giocate, V = partite vinte,  P = partite perse, PF = punti fatti, PS = punti subiti

| Pos. | Squadra           | PCT   | G | V | N | P | PF  | PS  |
| ---- | ----------------- | ----- | - | - | - | - | --- | --- |
| 1    | Sarajevo Spartans | 1.000 | 4 | 4 | 0 | 0 | 258 | 54  |
| 2    | Tuzla Saltminers  | .250  | 4 | 1 | 0 | 3 | 90  | 140 |
| 3    | Banja Luka Rebels | .250  | 4 | 1 | 0 | 3 | 70  | 224 |

## Playoff

### BH Bowl II
| 23 giugno 2019 | Sarajevo Spartans | 48 – 30 | Tuzla Saltminers |  |

## Verdetti
- Sarajevo Spartans Campioni della Bosnia-Erzegovina 2019